# Liste des comtes de Laval
 (février 2015).
Si vous disposez d'ouvrages ou d'articles de référence ou si vous connaissez des sites web de qualité traitant du thème abordé ici, merci de compléter l'article en donnant les références utiles à sa vérifiabilité et en les liant à la section « Notes et références ».
Liste des comtes de Laval

## Maison de Montmorency-Laval
- Guy-Claude-Roland de Laval-Montmorency, (1677-1751);
  - Joseph-Pierre de Laval-Montmorency, (1729-1757)
    - Guy-Marie-René de Laval-Montmorency (1751 - ?)

## Maison de Montfort-Laval
- Guy XIV de Laval, (1429-1486), premier comte de Laval ;
- Guy XV de Laval, (1486-1500) ;
- Guy XVI de Laval, (1500-1531) ;
- Guy XVII de Laval, (1531-1547) ;

## Maison de Montfort-Laval, Rieux-Laval
- Guy XVIII de Laval, Guyonne de Laval (1547-1567)  ;

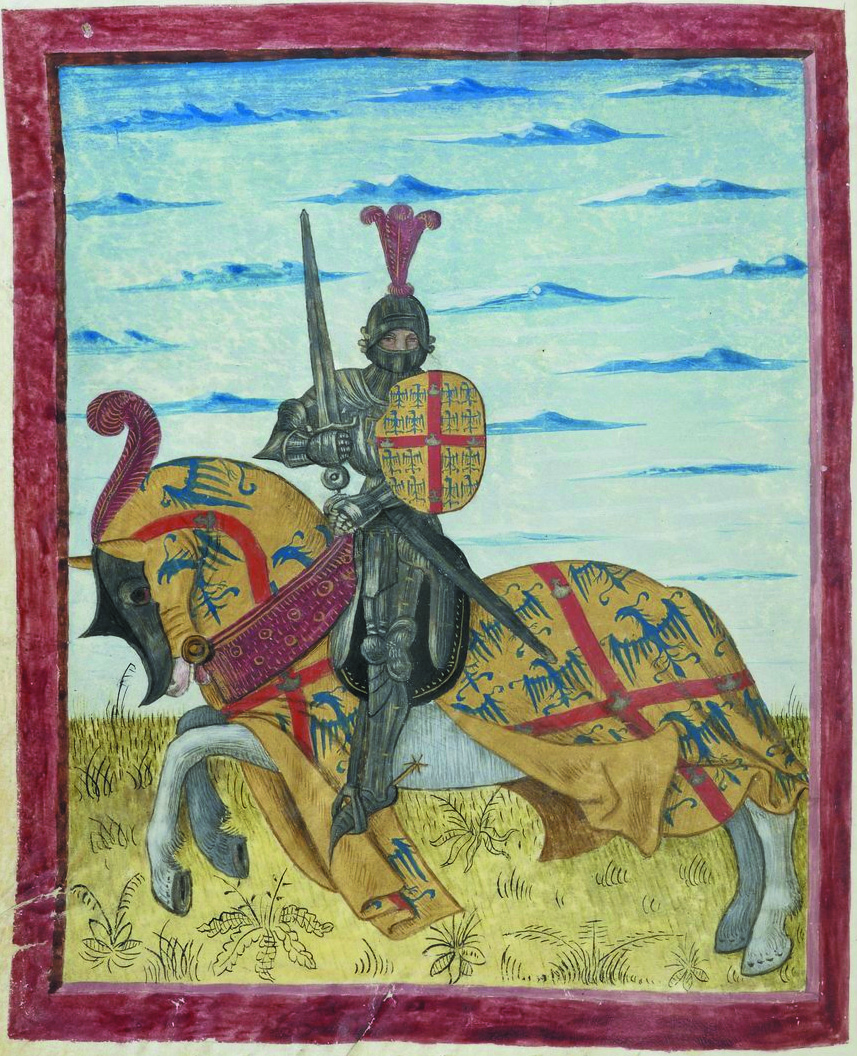
Laval, enluminure sur parchemin, verso du folio 78, Armorial de Gilles Le Bouvier, dit Berry, héraut d'armes du roi Charles VII (XVe siècle), ms. 4985, Paris, BnF.

- Guy XIX de Laval, (1567-1586) ;
- Guy XX de Laval, (1586-1605) ;

## Maison de la Trémoille-Laval
- Henri de la Trémoïlle, Guy XXI de Laval (1605-1674) ;
- Louis Maurice de La Trémoille, Guy XXII de Laval (1674-1681)
- Charles III Belgique Hollande de la Trémoïlle, Guy XXIII de Laval (1681-1709) ;
- Charles IV Louis Bretagne de la Trémoïlle, Guy XXIV de Laval  (1709-1719) ;
- Charles V René Armand de la Trémoïlle, Guy XXV de Laval (1719-1741) ;
- Jean-Bretagne-Charles-Godefroy de la Trémoille, Guy XXVI de Laval (1741-1792)
- Charles Bretagne Marie de La Trémoïlle (1792-1839)
- Louis Charles de la Trémoïlle (1839-1911)
- Louis Charles Marie de La Trémoille (1911-1921)
- Louis Jean Marie de La Trémoille (1921-1933)